# 埃斯佩拉克
埃斯佩拉克（法語：Espeyrac，法語發音：[ɛspeʁak]）是法国阿韦龙省的一个市镇，属于罗德兹区。

## 地理
埃斯佩拉克（44°36'47"N, 2°30'37"E）面积22.28 平方千米，位于法国奧克西塔尼大區阿韦龙省，该省份为法国南部内陆省份，位于法國中央高原南部，北起顺时针与康塔爾省、洛泽尔省、加尔省、埃罗省、塔恩省、塔恩-加龙省和洛特省接壤。
与埃斯佩拉克接壤的市镇（或旧市镇、城区）包括：康皮阿克、勒费勒、特吕耶尔河畔昂特赖格、戈利纳克、圣费利德吕内、塞内尔格。

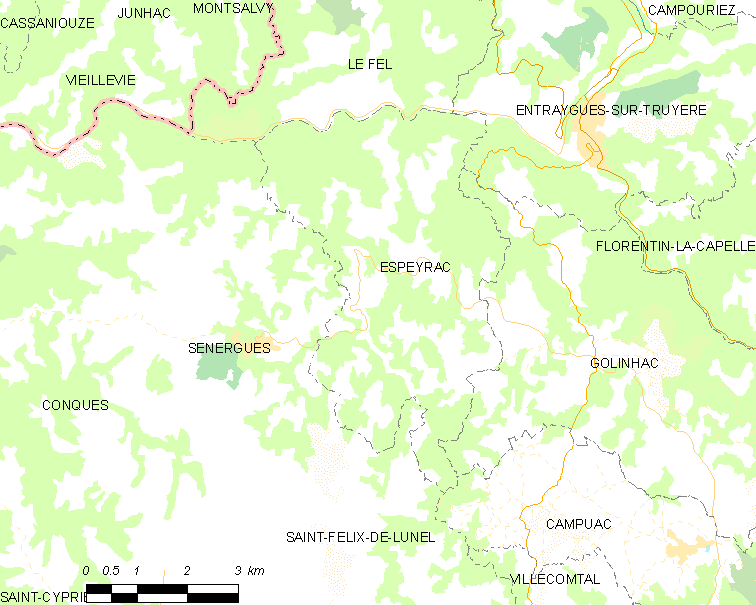
埃斯佩拉克的OSM定位图

埃斯佩拉克的时区为UTC+01:00、UTC+02:00（夏令时）。

## 行政
埃斯佩拉克的邮政编码为12140，INSEE市镇编码为12097。

## 政治
埃斯佩拉克所属的省级选区为洛特-特吕耶尔县。

## 人口

1962-2008年间埃斯佩拉克人口变化图示

埃斯佩拉克于2022年1月1日时的人口数量为248人。